# نادژدا لیوبیموا
نادژدا لیوبیموا (روسی: Надежда Юрьевна Любимова؛ زادهٔ ۲۸ دسامبر ۱۹۵۹) قایقران روئینگ اهل روسیه است.